# Úsuší
Úsuší település Csehországban, a Brno-vidéki járásban. Úsuší Nelepeč-Žernůvka, Dolní Loučky, Tišnov, Deblín és Vohančice településekkel határos. Lakosainak száma 126 fő (2024. január 1.).

## Népesség
A település lakosságának változását az alábbi diagram mutatja:
| Lakosok száma | 237  | 195  | 187  | 176  | 152  | 114  | 136  | 132  | 126  | 126  |
|               | 1869 | 1890 | 1921 | 1950 | 1980 | 2001 | 2017 | 2019 | 2022 | 2024 |